# HONEY (榊原ゆいのアルバム)
『HONEY』（ハニー）は、榊原ゆいの2作目のオリジナルアルバム。

## 収録曲
1. HONEY
2. refrain
  - PCゲーム『Blaze of Destiny』オープニングテーマ
3. Favorite Love
  - PCゲーム『おたく☆まっしぐら』主題歌
4. Doki Dokiが止まらない
  - PCゲーム『みらろま』オープニングテーマ
5. 夜がくるたび
  - PCゲーム『みらろま』エンディングテーマ
6. You make me!
  - PCゲーム『ゆ・め・く・み！～訳あり物件、妖精つき～』
7. Wake me up!
  - PCゲーム『初恋撫子』
8. 彼方…
  - Webサイト『ランジェリー戦士パピヨンローゼG』エンディングテーマ
9. Beautiful Harmony
  - PCゲーム『ぶらばん! -The bonds of melody-』オープニングテーマ
10. 恋するとけい
  - PCゲーム『こんねこ』エンディングテーマ
11. Shining Orange
  - PCゲーム『よつのは』エンディングテーマ
12. Happy Birthday!
13. ONE DAY
  - PCゲーム『あえかなる世界の終わりに』挿入歌
14. 此の花咲ク頃
  - PCゲーム『ピアノの森の満開の下』オープニングテーマ
15. Love×2♪song English ver.（DJ SHIMAMURA's HARDCORE CLUBE MIX）